# Péninsule de Leizhou
Pour l’article homonyme, voir Shandong.
La péninsule de Leizhou (chinois : 雷州半岛 ; pinyin : Léizhōu Bàndǎo) est une péninsule de la république populaire de Chine située sur les bords de la mer de Chine méridionale, constituant la partie sud-ouest de province du Guangdong.
À son extrémité sud, se trouve le détroit de Qiongzhou qui la sépare de l'île de Hainan. 

## Géographie
Longue d'environ 130 km du nord au sud et 50 à 60 km d'ouest en est, cette péninsule d'environ 8 500 km2 a 43 % de sa superficie vouée à la culture en terrasses sur des terrains basaltiques, tandis que 27 % est occupée par des terrasses maritimes et 17 % par des plaines alluviales.
Zhanjiang est la principale ville qui se situe au nord-est, tandis qu'au centre se trouve la ville de Leizhou.